# Andrea Pagoto
Andrea Pagoto (Montecchio Emilia, 11 juli 1985) is een Italiaans wielrenner.

## Carrière
In 2005 won Pagoto de Italiaanse eendagswedstrijd Milaan-Busseto. Sinds 2006 rijdt hij voor Ceramica Panaria. In zijn eerste jaar behaalde hij al een tiende plaats in de Ronde van Lombardije, na al lang in de aanval te zijn geweest. 
In 2007 reed Pagoto zijn eerste grote ronde, de Giro. In zijn eerste Ronde van Italië behaalde hij een 95e plaats in het eindklassement. Een maand eerder had hij in de Ronde van Nedersaksen het bergklassement naar zijn hand gezet.

## Belangrijkste overwinningen
2005
- Milaan-Busseto

## Resultaten in voornaamste wedstrijden
| Jaar | Ronde van Italië | Ronde van Frankrijk | Ronde van Spanje |
| ---- | ---------------- | ------------------- | ---------------- |
| 2006 |                  |                     |                  |
| 2007 | 95e              |                     |                  |

| Jaar | Ronde van Lombardije |
| ---- | -------------------- |
| 2006 | 10e                  |
| 2007 |                      |